# Eugène de Budé
Guillaume Eugène Théodore de Budé, född den 7 juni 1836 i Le Petit-Saconnex vid Genève, död där den 28 december 1910, var en schweizisk historiker. 
Efter studier i hemstaden visades Budé 1863–1865 i England. Efter återkomsten till Genève författade han ett stort antal biografier. Budé utgav även Jules Bonnets brevväxling (1898). Han grundade ett flertal allmännyttiga institutioner i hemstaden Genève och den internationella "Byrån mot omoralisk litteratur".